# Piet Bosman
Piet Bosman (3 november 1936-2014) was een Nederlands voetbalscheidsrechter die van 1975 tot 1985 in het betaald voetbal floot. Hij leidde van 1978 tot 1985 115 wedstrijden in de Eredivisie.